# غلوريا وود
غلوريا وود (بالإنجليزية: Gloria Wood)‏ هي مغنية وممثلة أمريكية، ولدت في 8 سبتمبر 1923 في الولايات المتحدة، وتوفيت في 4 مارس 1995 بلوس أنجلوس في الولايات المتحدة.

## وصلات خارجية
- غلوريا وود على موقع IMDb (الإنجليزية)
- غلوريا وود على موقع ميوزك برينز (الإنجليزية)
- غلوريا وود على موقع ديسكوغز (الإنجليزية)
- غلوريا وود على موقع قاعدة بيانات الفيلم (الإنجليزية)